# 三溪乡 (南丰县)
三溪乡，是中华人民共和国江西省抚州市南丰县下辖的一个乡镇级行政单位。

## 行政区划
三溪乡下辖以下地区：
三溪村、石邮村、柏苍村、池丰村、庙前村、南堡村、保丰村、黄连山村、坪上村、军峰村、云山村和上晒村。